# Epigonichthys
Epigonichthys é um gênero de anfioxos da família Asymmetronidae, que possui apenas duas espécies descritas: 
- Epigonichthys cultellus e
- Epigonichthys lucayanus.[1]